# Diplomatie féministe
La diplomatie féministe ou politique étrangère féministe est un concept originaire de Suède, initié par l'ancienne ministre des Affaires étrangères suédoise Margot Wallström, qui consiste pour un État à promouvoir, au travers de ses relations diplomatiques, des idéaux et bonnes pratiques pour atteindre « l'égalité entre les sexes » et à garantir « à toutes les femmes et filles la jouissance de leurs droits fondamentaux »,.
La diplomatie féministe peut concerner l'aide au développement, dont les financements peuvent être accrus et ciblés sur des programmes favorisant l'égalité entre les hommes et les femmes. Elle peut aussi consister à nommer un nombre paritaire d'ambassadeurs et d'ambassadrices.
Les objectifs de la diplomatie féministe incluent notamment :
- la lutte contre les violences sexuelles et sexistes[4] ;
- l’éducation des filles et des femmes, des garçons et des hommes, partout dans le monde[4] ;
- l’émancipation économique des femmes à travers le monde (particulièrement en Afrique), notamment l'entrepreneuriat féminin[4],[5] ;
- associer les femmes à la politique et aux décisions engageant l'avenir de leurs pays[1] ;
- associer les femmes aux négociations et accords de paix et de coopération, ce qui les rendrait plus susceptibles d'aboutir et d'être respectés selon Margot Wallström[1].

Ce dernier point est confirmé par des recherches menées par le think tank américain Council on Foreign Relations (CFR), qui démontrent que les femmes sont plus susceptibles de contribuer à la paix, avec une approche allant au-delà des clivages ethniques, culturels et sectaires. Selon le CFR, lorsque les femmes participent aux négociations de paix, les accords qui en résultent ont 35% plus de chances de durer au moins 15 ans.

## Contexte international et origine du concept

### Situation des femmes dans le monde au début duXXIesiècle
En avril 2018, un rapport d'information de l'Assemblée nationale dresse un panorama des conditions des femmes dont le monde dans le but d'orienter la diplomatie féministe de la France. Ce rapport, qui reprend notamment des informations d'autres institutions internationales comme la Banque mondiale dresse un constat alarmant de la persistance des inégalités hommes-femmes dans les pays en développement.
Le rapport énonce comme principales tendances que :
- les femmes âgées de 15 à 44 ans étaient plus nombreuses à décéder de mort violente que du paludisme, du sida ou du cancer réunis ;
- près de 200 millions de jeunes filles et de femmes vivent actuellement avec les conséquences des mutilations sexuelles ;
- une fille sur neuf se marie avant l’âge de 15 ans, et devient mère avant l’âge de 16 ans ;
- les femmes représentent la majorité des 2,2 millions de la population mondiale vivant avec moins de 1 dollar par jour ;
- dans les pays en développement, les femmes possèdent moins de 20 % des terres et ne touchent que 10 % des revenus ;
- les femmes consacrent jusqu'à dix fois plus de temps que les hommes au travail non rémunéré, obstacle majeur à leur émancipation économique et politique ;
- deux tiers des analphabètes dans le monde sont des femmes.

Selon Laurence Dumont, co-rapporteure : « La prise en compte du rôle des femmes dans notre politique étrangère ne doit pas non plus être considérée comme « un supplément d’âme » ou un vernis politiquement correct recouvrant notre diplomatie. C’est une condition sine qua non de l’efficacité de nos politiques ».

### Origines de la diplomatie féministe
Originaire de Suède, ce « modèle » diplomatique s'inscrit dans une tradition de politique étrangère ambitieuse et porteuse d'idéaux sur les droits de l'Homme, de la part de l'État scandinave. Le Premier ministre social-démocrate suédois, Olof Palme avait adopté dans les années 1970 et 1980, une ligne dure contre l'Afrique du Sud de l'apartheid, l'Espagne de Francisco Franco ou le Chili d'Auguste Pinochet. Stockholm garde depuis une image d'allié de l'Organisation de Libération de la Palestine.

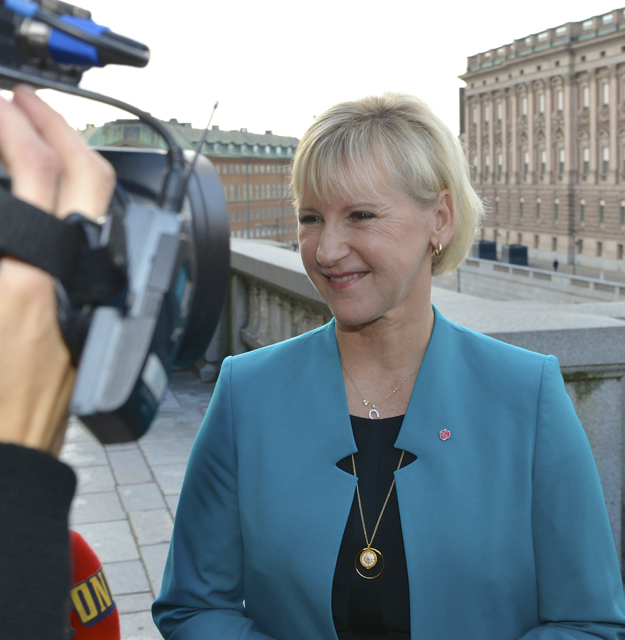
Margot Wallström, ministre des Affaires étrangères de Suède entre 2014 et 2019.

La diplomatie féministe a été officiellement lancée en Suède, dans la foulée des législatives de septembre 2014 par le gouvernement Löfven (centre-gauche), le premier à atteindre la parité hommes-femmes dans l'histoire du pays. Il devient également le premier gouvernement au monde à adopter publiquement une « politique extérieure féministe ». La ministre suédoise des affaires étrangères Margot Wallström, personnalité clé de ce virage politique, a notamment exercé à l'ONU en tant que représentante spéciale sur les violences sexuelles dans les conflits auprès du secrétaire général Ban-Ki Moon. Sa politique féministe et « centrée sur le respect des droits humains [s'articule] autour des 3 “R” : Rights, Representation and Resources [les droits, la représentativité et les moyens]. »
Sur le terrain ou dans l'arène internationale, la diplomatie du pays scandinave actionne tous les leviers : émancipation économique, lutte contre les violences sexuelles, influence dans les processus de paix, participation politique.
En février 2015, Margot Wallström dénonce dans un discours devant le parlement le traitement des femmes dans les pétromonarchies du Golfe, provoquant une suspension des relations diplomatiques entre la Suède et l'Arabie Saoudite.
Trois ans après les législatives de 2014, un rapport du ministère juge les succès « significatifs », bien que difficiles à mesurer. Le ministère cite son rôle d'information et de financement dans le combat contre les « normes de masculinité destructives » en République démocratique du Congo, ou l'inclusion des principes d'égalité hommes-femmes dans l'accord de paix signé en 2016 en Colombie.
En 2017, 40% des ambassadeurs suédois sont des ambassadrices, contre 10% seulement 20 ans plus tôt. En 2020, ce taux passe à 48 %, ce qui fait de la Suède le pays avec le plus fort taux de femmes ambassadrices au monde ; par ailleurs, 52 % des directeurs de son ministère des Affaires étrangères sont des femmes.
En août 2018, la Suède présente un « Manuel de diplomatie féministe » pour faire partager aux ONG et aux chancelleries du monde entier les leçons de sa politique étrangère articulée autour du droit des femmes. Ce livret d'une centaine de pages, accessible en anglais sur le site du gouvernement suédois, détaille ses principes et méthodes : assurer la parité hommes-femmes dans les conférences, investir les réseaux sociaux, mobiliser ressources humaines et financières, mettre les compétences en réseau.

## Diffusion dans le monde

### Conférences mondiales de l'ONU
La première conférence mondiale sur les femmes s'est déroulée au Mexique en 1975 ; la seconde à Copenhague, au Danemark, en 1980 ; la troisième à Nairobi, au Kenya, en 1985 ; la quatrième à Pékin, en Chine, en 1995. Depuis la quatrième conférence mondiale sur les femmes, des évaluations ont eu lieu tous les cinq ans.
En 1975, Année internationale des femmes, a lieu la « Conférence mondiale de l'Année internationale de la femme », à la demande de la Commission de la condition de la femme, au sein de l'ONU. Elle a lieu au Mexique et a réuni 133 gouvernements. Elle a abouti à un « Plan d'action mondial pour la mise en œuvre des objectifs de l'Année internationale de la femme », qui avait 1985 pour horizon. 6000 représentants d'organisations non gouvernementales (ONG) ont participé à un forum parallèle nommé « Tribune de l'Année internationale de la femme ».
En 1980, la « Conférence mondiale dans le cadre de la décennie des Nations unies pour la femme » a réuni 145 États membres de l'ONU à Copenhague. A eu lieu un bilan des cinq années passées au regard des objectifs définis lors de la conférence précédente, en ce qui concerne l'emploi, la santé et l'éducation. Un nouveau Programme d'action, avec des mesures plus ambitieuses, a été émis : il demandait aux États de davantage garantir la propriété et le pouvoir sur leurs biens, améliorer leurs droits quant à l'héritage, la garde des enfants et la nationalité.
En 1985, Nairobi accueille la « Conférence mondiale chargée d'examiner et d'évaluer les résultats de la Décennie des Nations unies pour la femme ». Le bilan ayant montré des obstacles concernant l'atteinte des objectifs précédents, des mesures ont été prises pour dépasser ces obstacles ; les « Stratégies prospectives d'action de Nairobi pour la promotion de la femme » ont été adoptées par les États, avec notamment des mesures en faveur de l'égalité des genres dans les pays et la valorisation de la participation des femmes en matière de paix et de développement.
En 1995, la quatrième conférence mondiale sur les femmes organisée à Pékin, qui s'appuie sur les précédentes et d'autres progrès juridiques faits durant les 50 années l'ayant précédée, a été « un tournant important dans le programme mondial pour l'égalité des sexes », selon l'ONU. En parallèle à celle-ci, a eu lieu un forum des ONG, à Huairou, un district de Pékin.

Le 2 mars 2020, le secrétaire général de l'ONU António Guterres publie une tribune dans le journal libanais L'Orient-Le Jour, intitulée Le XXIe siècle doit être le siècle de l’égalité femmes-hommes, dans laquelle il déclare :

« Une de mes priorités pour l’ONU a été de faire en sorte que plus de femmes occupent des postes de responsabilité. Nous sommes parvenus à la parité femmes-hommes aux postes de direction deux ans avant la date prévue et nous avons un plan d’action pour arriver à la parité à tous les niveaux dans les années à venir. Le XXIe siècle doit être le siècle de l’égalité femmes-hommes dans les pourparlers de paix comme dans les négociations commerciales, dans les conseils d’administration comme dans les salles de classe, au G20 comme à l’ONU. Le moment est venu d’arrêter de vouloir changer les femmes et de commencer à changer les systèmes qui les empêchent de réaliser leur potentiel. »

En mars et juin 2021, la conférence de l'ONU, le « Forum Génération Égalité » (initialement prévue en 2020, mais reportée d'un an en raison de la pandémie de covid-19), est organisée en deux temps, à Mexico (mars), puis à Paris (30 juin). Le deuxième volet est présidé par Emmanuel Macron et par le secrétaire général de l'ONU António Guterres, et permet une levée de fonds de près de 40 milliards de dollars (dont 17 milliards en provenance des États, 10 milliards de la Banque mondiale et 2,1 milliards de la fondation Bill-et-Melinda-Gates).

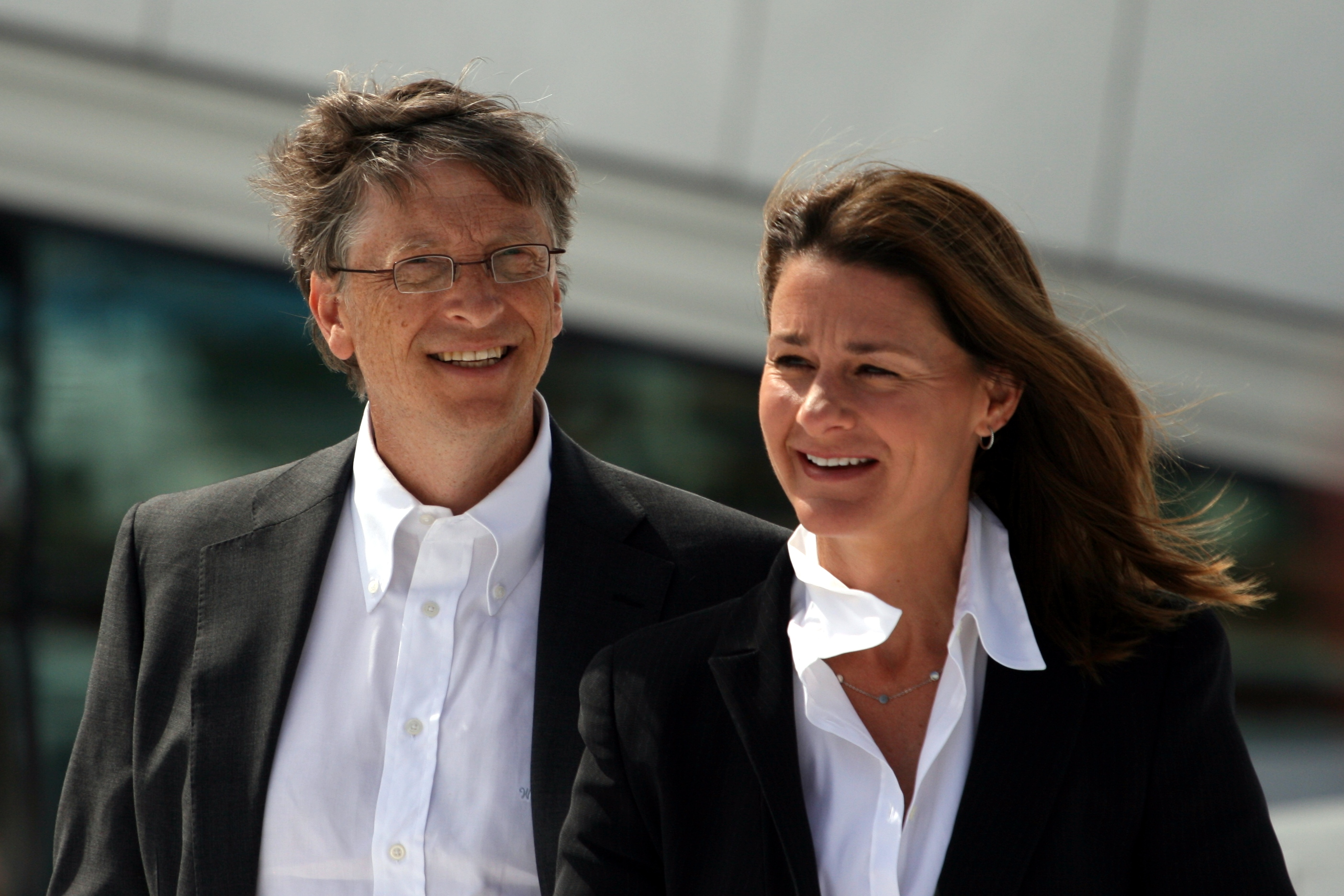
Le couple de philanthropes Bill et Melinda Gates.

Ce forum doit déboucher sur un plan mondial d'accélération vers l'égalité, autour de plusieurs thématiques comme les violences envers les femmes, le droit à disposer de son corps, l'éducation des filles et l'égalité économique. 
Aux côtés des dirigeants politiques, participent également la prix Nobel irakienne Nadia Murad, la philanthrope américaine Melinda Gates, et des militantes des droits des femmes venues de plusieurs continents, engagées dans la défense de l'accès à l'avortement en Pologne, du mouvement LGBT en Turquie ou des droits politiques des femmes en Afghanistan. Plusieurs participants soulignent que la pandémie de Covid-19 a particulièrement touché les femmes et contribué à un recul de leurs droits, provoquant notamment la déscolarisation de filles, une augmentation du nombre de femmes tombées dans la pauvreté ou des violences conjugales pendant les confinements.

### La diplomatie féministe au Canada

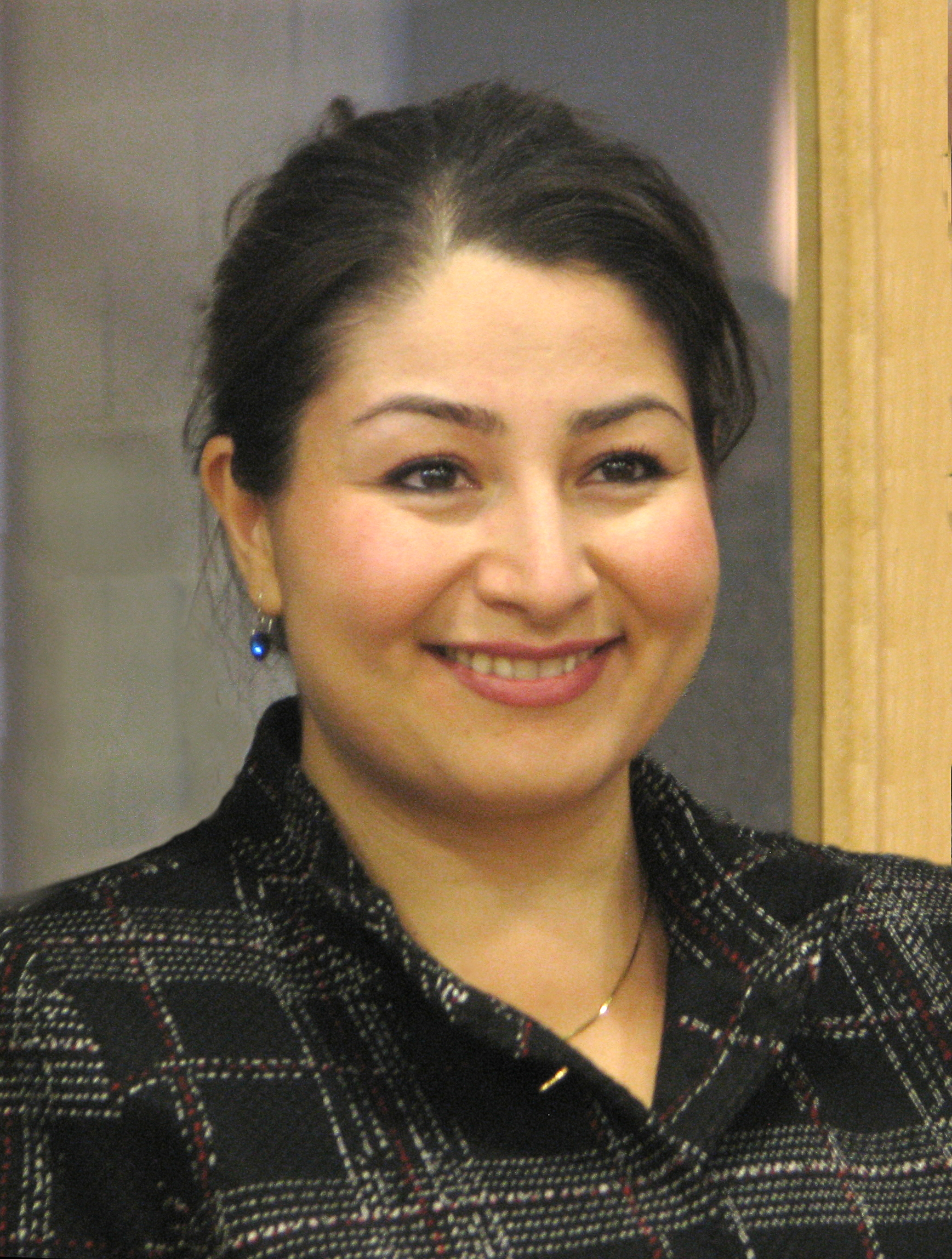
Maryam Monsef, ministre canadienne des Femmes et de l'Égalité des genres en 2019.

Le Canada est le deuxième pays après la Suède à intégrer la défense des droits des femmes comme un sujet prioritaire dans sa diplomatie. À la suite des élections de 2015, l'accession de Justine Trudeau au poste de Premier ministre marque un tournant dans la priorité donnée au droit des femmes dans la politique canadienne.
Son cabinet ministériel nomme au début de son mandat trente ministres en respectant strictement la parité hommes-femmes, tout en confiant des postes clés aux autochtones du Canada, notamment le ministère de la Justice. Le poste de ministre des Affaires étrangères est confié à Chrystia Freeland, tandis que Maryam Monsef obtient les ministères dédiés à la condition des femmes et au développement international.
En 2017, Isabelle Hudon est nommée ambassadrice du Canada en France, tandis la région du Québec confie à deux femmes deux de ses plus importantes délégations à l'étranger : Paris, avec Michèle Boisvert, et New-York avec Catherine Loubier. L'ambassadrice canadienne au Liban, Emmanuelle Lamoureux, déclare que la politique féministe du Canada est "désormais au cœur de sa politique étrangère d'aide au développement". Sur le terrain, cette politique se traduit par l'identification au sein des sociétés de "leaders femmes" économiques, politiques, et associatifs, suivie d'aides au développement et appuis à leur initiatives.
Lors du sommet du G7 de juin 2018, organisé dans la ville de La Malbaie au Québec, l’égalité entre les femmes et les hommes est à l’agenda.
Un "Conseil consultatif sur l'égalité des sexes, coprésidé par Isabelle Hudon, et Melinda Gates est mis en place afin de s’assurer que le sujet de l’égalité hommes-femmes soit intégré dans l’ensemble des thèmes, des activités et des résultats de la présidence canadienne du G7. Parmi ses 21 membres, ce groupe de travail compte également la prix Nobel pakistanaise Malala Yousafzai, la présidente du FMI Christine Lagarde et l'activiste canadien Michael Kaufman. Un rapport est diffusé par ce conseil consultatif aux chefs d'État présents, détaillant 102 recommandations, axées sur la santé, la sécurité et l’éducation.
À la fin du G7, le Premier ministre canadien Justin Trudeau annonce une enveloppe de 4 milliards de dollars pour l'éducation des femmes dans des pays en guerre et des zones de crise.
En juillet 2018, Isabelle Hudon déclare sur France 24 défendre comme la Suède le concept de diplomatie féministe, considérant que la cause des femmes ne doit pas être traitée de façon séparée mais transversale, intégrée à tous les thèmes abordés au G7.
En août 2018, à l'instar de la Suède, le Canada traverse une crise diplomatique avec l'Arabie Saoudite après avoir fait part de ses préoccupations à la suite d'une nouvelle vague d'arrestations de militants des droits de l'Homme et d'activistes féministes dans le royaume.
En septembre 2018, un Sommet rassemblant des femmes ministres des Affaires étrangères (la moitié des femmes exerçant cette fonction y participent) est organisé à Montréal pour promouvoir diplomatie féministe. Les femmes politiques Margot Wallström (Suède), Chrystia Freeland (Canada), et Federica Mogherini (Italie) y participent aux côtés des ministres des Affaires étrangères d'Afrique du Sud, Andorre, Bulgarie, Costa Rica, Croatie, Ghana, Guatemala, Indonésie, Kenya, Namibie, Norvège, Panama, et Sainte-Lucie.
À la suite de ce sommet, le Canada annonce son intention de créer un premier poste d'ambassadeur pour le programme pour les femmes, la paix et la sécurité. Ce programme, basé sur la résolution 1 325 de l'ONU, vise notamment à accroître la participation des femmes aux efforts de paix dans le monde et à lutter contre la violence sexuelle dans les conflits.

### La diplomatie féministe en France
La première femme nommée diplomate en France est l'ancienne résistante Suzanne Borel, épouse de Georges Bidault, lui aussi ancien résistant et homme d'États français. Après avoir réussi le concours du Quai d’Orsay en 1930, elle se voit néanmoins interdire l'accès à des postes à l'étranger. Ce n'est qu'en 1972 que Marcelle Campana, devient la première à exercer une fonction d'ambassadeur, de la France, au Panama.

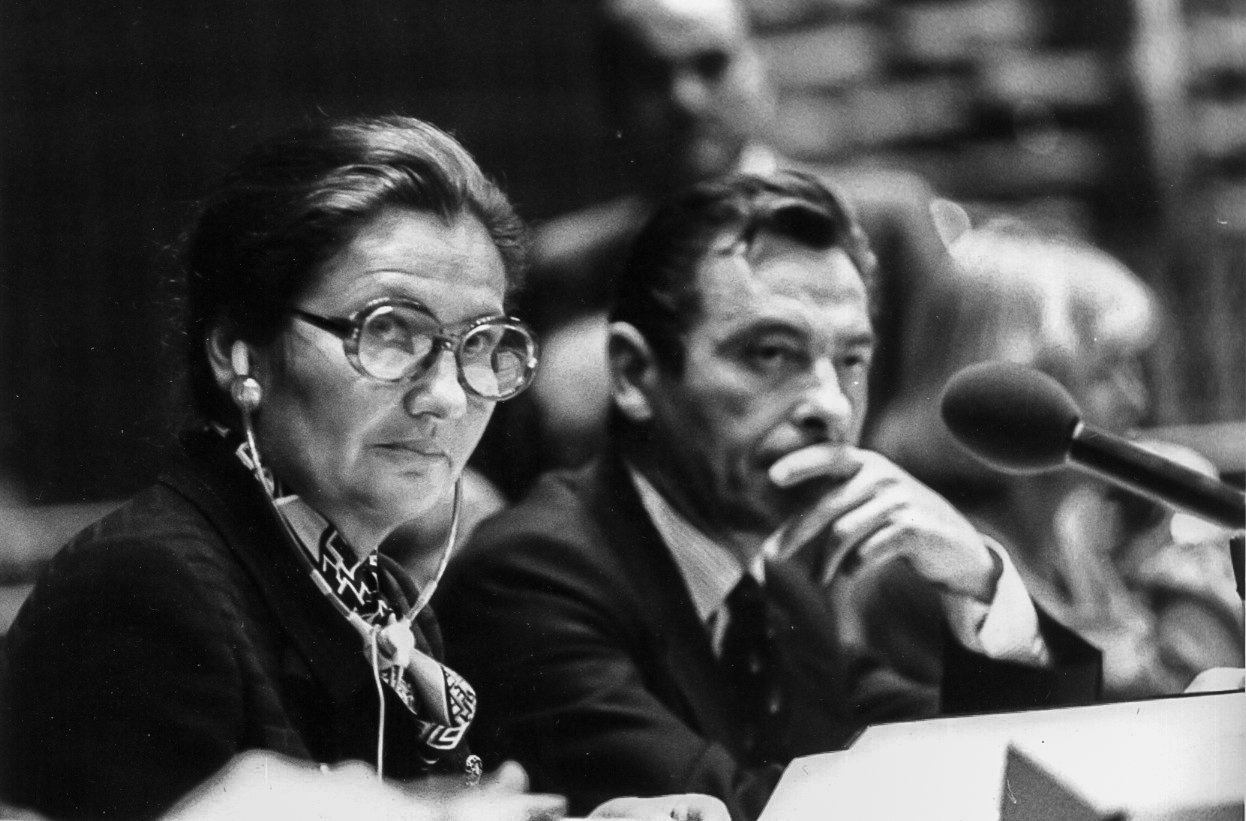
Simone Veil présidant une séance du Parlement européen à Strasbourg en 1979.

Les années suivantes, si la part des femmes dans la diplomatie française progresse lentement mais indéniablement, les postes qui leur sont confiés sont relativement modestes. Dans les années 1980 à 1990, la plupart des femmes diplomates représentent la France dans des États qui ne sont ni des grandes puissances, ni des pays avec lesquels la France entretient des relations privilégiées. En revanches, les affaires européennes, sont plus volontiers confiées à des femmes. Le Parlement européen, dont la présidence est assurée par deux fois par des Françaises, Simone Veil et Nicole Fontaine, et la Commission européenne où ont notamment siégé Christiane Scrivener et Edith Cresson.
Les postes de ministre de la Défense et des Affaires étrangères sont respectivement confiés pour la première fois à une femme en 2002 et 2010, lorsque Michèle Alliot-Marie est nommée pour exercer successivement ces deux fonctions,.
En mai 2017, le président français Emmanuel Macron déclare l'égalité entre les hommes et les femmes « grande cause de son quinquennat ». Son gouvernement débloque une enveloppe de 120 millions d’euros portée par l’Agence française de développement avec pour objectif d’aider les mouvements féministes et les ONG, à mener partout le combat pour l’égalité, les droits et la dignité des filles et des femmes.

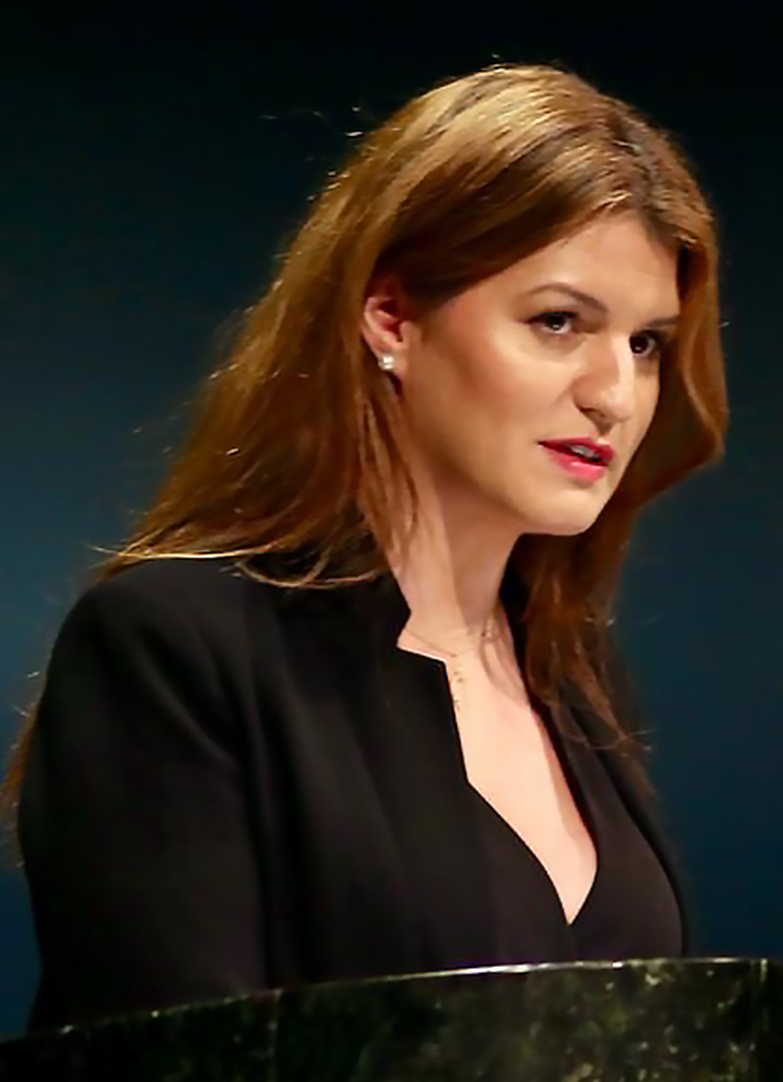
Marlène Schiappa, Secrétaire d'État chargée de l'Égalité entre les femmes et les hommes, à la tribune de l'ONU.

Le 13 mars 2018, intervenant à l'ouverture de la 62e session de la Commission de la condition de la femme (CSW) aux Nations unies, Marlène Schiappa — secrétaire d'État chargée de l'Égalité entre les femmes et les hommes et de la lutte contre les discriminations — prononce un discours dans lequel elle dénonce le populisme et l’obscurantisme comme principaux obstacles à l’émancipation des femmes à travers le monde,. La secrétaire d'État annonce une priorisation de la part de la France sur les questions d'égalité hommes-femmes dans le monde via un certain nombre de mesures. Ces mesures incluent de consacrer 50% de l’aide au développement à des projets en faveur de l’égalité filles-garçons d’ici 2022 et une aide supplémentaire de 10 millions d’euros en faveur de l’initiative « She decides » pour les droits sexuels et reproductifs.
Cette orientation est confirmée par Emmanuel Macron qui appelle à une mobilisation internationale contre les féminicides, dans son discours lors de la séance d'ouverture de la 73e session de l'Assemblée générale des Nations unies, le 25 septembre 2018,. Les priorités annoncées par Marlène Schiappa sont la place des femmes en Afrique, l'accès à l'éducation des jeunes filles et des femmes, la lutte contre les violences sexistes et sexuelles (comme les mutilations génitales) et la lutte contre le harcèlement en ligne.
En décembre 2018, Marlène Schiappa se rend au Tchad avec Emmanuel Macron exerçant la diplomatie féministe de la France sur les sujets de l'accès aux soins et de l'autonomisation des femmes.
En mars 2019, Marlène Schiappa publie avec le ministre français des Affaires étrangères Jean-Yves Le Drian une tribune dans le journal Libération déclarant :

« La France est de retour pour elle-même : l’égalité entre les femmes et les hommes est la grande cause du quinquennat. Mais la France est aussi de retour pour le monde : l’égalité entre les femmes et les hommes doit désormais devenir une grande cause mondiale. La France est de retour et le féminisme avec elle. »

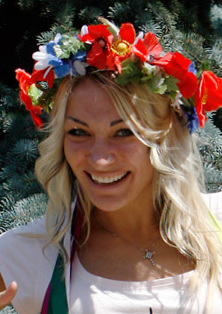
Inna Shevchenko, militante féministe franco-ukrainienne.

Néanmoins, dans le même temps, la part des postes d'ambassadeurs de France occupés par des femmes reste minoritaire, bien qu'en progression. En mars 2019, un quart seulement des diplomates français sont des femmes.
En août 2019, lors du Sommet du G7 organisé à Biarritz, la France, qui en assure la présidence annonce son intention de l'orienter vers la lutte contre les inégalités, notamment entre les hommes et les femmes. A l'instar du Canada, la France se dote d'un « Conseil consultatif à l'égalité entre les femmes et les hommes », auquel participent notamment l'actrice britannique Emma Watson, l'activiste ukrainienne Inna Shevchenko, l'essayiste Caroline Fourest, et les prix Nobel Nadia Murad et Denis Mukwege. Ce groupe de travail, qui rassemble des experts et personnes issues de la société civile, a pour l'objectif de recenser le maximum de lois encourageant l'égalité femmes-hommes mises en œuvre dans le monde, pour que les dirigeants du G7 s'en inspirent,.
Le Conseil consultatif a ainsi rassemblé 79 recommandations législatives, notamment : rendre l'éducation gratuite et obligatoire pour tous pendant 12 ans ; assurer des congés parentaux payés ; ou protéger les femmes des violences domestiques.
En octobre 2019, Marlène Schiappa annonce un budget de 1,116 milliard d’euros recouvre la mission générale du gouvernement de lutte pour l’égalité, dont 500 à 600 millions dédiés à des projets à l'international. 6 millions ont notamment été alloués à la fondation du Dr Denis Mukwege, qui travaille à la reconstruction des femmes mutilées pendant les épisodes de guerre. Selon Marlène Schiappa, cette partie internationale du budget a vocation à « faire baisser le seuil de tolérance des violences faites aux femmes » car « tout est lié, on ne peut se battre pour l’égalité sans s’intéresser aux programmes d’aides aux femmes dans les pays en guerre ».
En juin 2021, la France accueille à Paris, la conférence de l'ONU, le « Forum Génération Égalité » (initialement prévue en 2020, mais reportée d'un an en raison de la pandémie de covid-19), présidé par Emmanuel Macron et par le secrétaire général de l'ONU António Guterres. 
Le 20 mai 2022, Catherine Colonna est la deuxième femme nommée ministre des Affaires étrangères en France après Michèle Alliot-Marie.

### La diplomatie féministe aux États-Unis
En 1995, à Pékin, lors de la Quatrième conférence mondiale des Nations unies sur les femmes, la première dame des États-Unis Hillary Clinton prononce un célèbre discours, clamant : « les droits humains sont les droits des femmes, et les droits des femmes sont des droits humains ». Cette phrase est régulièrement reprise par Margot Wallström.
Hillary Clinton a occupé le poste de secrétaire d'État des États-Unis (équivalent du ministre des Affaires étrangères) entre 2009 et 2013 sous la présidence de Barack Obama.
En juin 2021, Hillary Clinton participe au « Forum Génération Égalité » de l'ONU, ainsi que la vice-présidente de Joe Biden Kamala Harris, première femme à occuper ce poste dans l'histoire des États-Unis. Celle-ci rappelle l'intention de l'administration Biden de relancer le partenariat de Washington avec ONU-Femmes (agence des Nations unies dédiée à l'égalité des sexes et à l'autonomisation des femmes), déclarant :

« Utilisez les outils de la démocratie, qu'il s'agisse de liberté d'expression ou de liberté de vote. Et si vous n'avez pas encore ces libertés, battez-vous pour elles et sachez que nous nous battrons à vos côtés. Si nous voulons renforcer la démocratie, nous devons lutter pour l'égalité des sexes. Car voici la vérité : la démocratie est plus forte lorsque tout le monde participe et elle est plus faible lorsque les gens en sont exclus. »

### Traités internationaux sur les droits des femmes
En décembre 1979, la Convention sur l'élimination de toutes les formes de discrimination à l'égard des femmes est adoptée le 18 décembre 1979 par l’Assemblée générale des Nations unies et entre en vigueur le 3 septembre 1981.
En mai 2011, 46 pays signent la Convention d'Istanbul, portée par le Conseil de l'Europe et dédiée à la prévention et la lutte contre les violences faites aux femmes (dont la Turquie se retire en 2021).